# Karol Straka
Karol Straka (Sztraka, Carl) (* Slovensko) byl slovenský fotograf.

## Životopis
Portrétista a krajinář, jeden ze zakladatelů fotografie v Banské Bystrici. Měl společný ateliér s Rudolfem Würschingem od konce 50. let 19. století. Z jejich ateliéru pochází i Pohled na Banskou Bystrici (1860); fotografie je považována za nejstarší známou fotografii města. Pracoval také samostatně, jeho fotografie jsou ve sbírkách středoslovenského muzea v Banské Bystrici.